# Dambudzo Marechera
Dambudzo Marechera est un écrivain et poète zimbabwéen né à Rusape (alors en Rhodésie) le 4 juin 1952 et mort à Harare le 18 août 1987 .

## Œuvres traduites en français
- La Maison de la faim, [« The House of Hunger (en) »], trad. de Jean-Baptiste Évette et Xavier Garnier, Paris, Éditions Dapper, coll « Dapper littérature », 1999, 265 p.  (ISBN 2-906067-48-2)

- Guardian Fiction Prize 1979
- Soleil noir, [« Black sunlight »], trad. de Xavier Garnier et Jean-Baptiste Evette, La Roque d’Anthéron, France, Éditions Vents d’ailleurs, coll « Fragments », 2012, 172 p.  (ISBN 978-2-36413-008-1)[1]